# 全变差距离
在概率论中，全变差距离（英語：total variation distance）是概率测度的一种距离。它也是一种统计距离度量，有时也称为统计距离（英語：statistical distance）或变差距离（英語：variational distance）。

## 定义
设{\displaystyle {\mathcal {F}}}是样本空间{\displaystyle \Omega }的一个子集上的σ代数，两个概率测度{\displaystyle P}与{\displaystyle Q}在{\displaystyle {\mathcal {F}}}上的全变差距离定义为
{\displaystyle \delta (P,Q)=\sup _{A\in {\mathcal {F}}}\left|P(A)-Q(A)\right|.}
粗略地说，这是两个概率分布在同一事件上取值的最大差值。

## 性质

### 与其他距离的关系
全变差距离通过Pinsker不等式与Kullback-Leibler散度相联系：
{\displaystyle \delta (P,Q)\leq {\sqrt {{\frac {1}{2}}D_{\mathrm {KL} }(P\parallel Q)}}.}
当样本空间{\displaystyle \Omega }是可数集的时候，全变差距离与{\displaystyle L^{1}}范数有等式关系：
{\displaystyle \delta (P,Q)={\frac {1}{2}}\|P-Q\|_{1}={\frac {1}{2}}\sum _{\omega \in \Omega }|P(\omega )-Q(\omega )|.}